# Formatie van De Lutte
De Formatie van De Lutte is een geologische formatie in de diepe ondergrond van het noordoosten van Nederland. De formatie bestaat uit zand- en kleisteen. Ze komt uit het late Carboon en ligt op twee tot vier kilometer diepte. De formatie komt nergens aan het oppervlak. In de stratigrafische indeling behoort de Formatie van De Lutte tot de Hunze Subgroep van de Limburg Groep. De formatie is genoemd naar het dorp De Lutte in Twente.

## Beschrijving
De Formatie van De Lutte bestaat hoofdzakelijk uit bontgekleurde, zandige tot siltige kleisteen, afgewisseld met lagen lichtgekleurde tot rossige zandsteen. De zandsteenlagen kunnen kalkhoudend zijn. De formatie bevat vrijwel geen steenkool, zoals veel oudere formaties uit het late Carboon. Wel komen fossielen van planten voor.
Het afzettingsmilieu van de Formatie van De Lutte was een overstromingsvlakte. De zanden en kleien werden op het land afgezet in puinwaaiers. Soms werden zandlagen in geulen afgezet.

## Stratigrafie
De Formatie van De Lutte werd afgezet tijdens het Moscovien, meer precies in het laatste Westfalien D tot Stephanien B en C. Daarmee is de ouderdom ongeveer 305 tot 300 miljoen jaar. De formatie wisselt sterk van omvang maar kan meer dan 700 meter dik zijn. Ze is alleen in de ondergrond van de provincies Groningen, Drenthe en het noordoosten van Overijssel aangetroffen.
De formatie werd afgezet boven op de oudere Formatie van Tubbergen. De Formatie van De Lutte vormt de top van de Limburg Groep en het Carboon in het noordoosten van Nederland. De top van de formatie is de Saalische Discordantie, de grote discordantie die door de Hercynische orogenese ontstond. Boven op de formatie liggen vaak lagen uit het Perm, zoals het Onder- of Boven-Rotliegend of het Zechstein.